# Symplecta rutshuruensis
Symplecta rutshuruensis är en tvåvingeart som först beskrevs av Alexander 1956.  Symplecta rutshuruensis ingår i släktet Symplecta och familjen småharkrankar. Inga underarter finns listade i Catalogue of Life.